# Attalida dinasztia

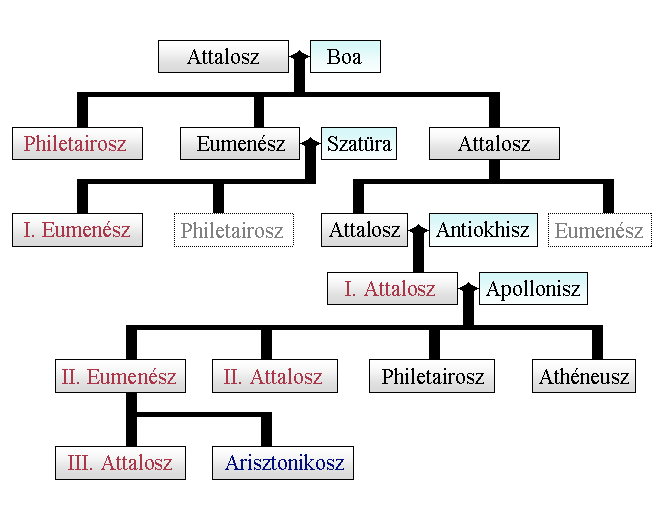
Családfa

Az attalidák dinasztiája görög uralkodócsalád, amely Lüszimakhosz, Nagy Sándor tábornoka halála után uralkodott Pergamonban. A dinasztia nevét a legelső pergamoni uralkodó, Philetairosz apjáról, Attaloszról kapta. Valamennyi attalida Attalosz egyenes ági leszármazottja volt. Pergamon urai a városállamot jelentős birodalommá terjesztették ki, és I. Attalosz i. e. 230 körül, a gallok legyőzése után felvette a Pergamon királya címet. A dinasztia Kr. e. 133-ig uralta Pergamont, amit az utód nélkül elhunyt III. Attalosz végrendeletében a Római Köztársaságra hagyott.

## Az uralkodócsalád tagjai
- Philetairosz (Kr. e. 282. – Kr. e. 263.): Az első pergamoni uralkodó, Lüszimakhosz egykori pergamoni helytartója.
- I. Eumenész (Kr. e. 263. – Kr. e. 241.): Philetairosz fogadott fia és unokaöccse.
- I. Attalosz (Kr. e. 241. – Kr. e. 197.): I. Eumenész unokatestvérének fia, a királyi cím első viselője, mellékneve „Szótér”, azaz megmentő volt.
- II. Eumenész (Kr. e. 197. – Kr. e. 159.): I. Attalosz fia.
- II. Attalosz (Kr. e. 159. – Kr. e. 138.): II. Eumenész testvére.
- III. Attalosz (Kr. e. 138. – Kr. e. 133.): II. Eumenész fia (II. Attalosz unokatestvére).

- III. Eumenész (Arisztonikosz) (trónkövetelő, Kr. e. 133. – Kr. e. 128.): II. Eumenész törvénytelen gyermeke.

## Az Attalidák családfája
lásd: Pergamon uralkodóinak családfája